# Paul Vandeleene
Paul Vandeleene, né le 26 février 1960, est un homme politique belge de langue française, non rattaché à un parti. 
Élu en octobre 2018 comme conseiller communal, il devient bourgmestre de Grez-Doiceau en 2021, à la suite de la démission d'Alain Clabots.
Détenteur d'un diplôme de régendat, il a été enseignant à Bruxelles, à l'Institut Saint-Dominique, puis directeur de l'école primaire Saint-Joseph des Champs, à Grez-Doiceau.

## Carrière politique
- 2018-     : Conseiller communal de Grez-Doiceau
- 2021-     : Bourgmestre de Grez-Doiceau